# Kemal Memişoğlu

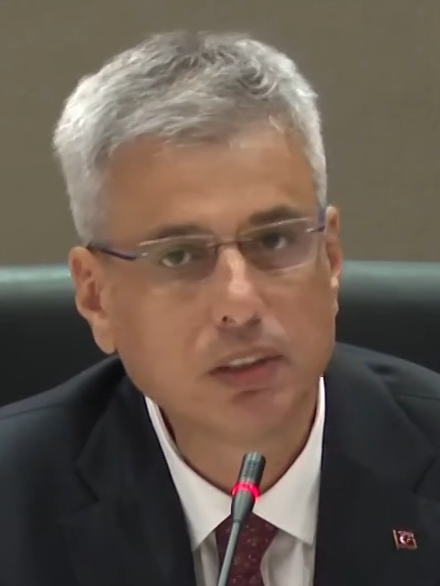
Kemal Memişoğlu

Kemal Memişoğlu (* 1966 in Trabzon) ist ein türkischer
Mediziner und Politiker. Seit dem 2. Juli 2024 ist er Gesundheitsminister der Republik Türkei.

## Biografie
Memişoğlu wurde 1966 in Trabzon geboren. Seine Familie stammt ursprünglich aus der nordosttürkischen Provinz Rize. Er studierte Humanmedizin an der Hacettepe-Universität, wo er 1990 sein Studium abschloss. Im Jahr 1995 beendete er seine Facharztausbildung in Allgemeinchirurgie am Okmeydanı Ausbildungs- und Forschungskrankenhaus in Istanbul. 2002 wurde er Chefarzt des PTT-Krankenhauses in Istanbul, ab 2008 wirkte er dort als Dozent, ab 2016 als Professor für Allgemeinchirurgie.
Am 2. Juli 2024 wurde er von Präsident Recep Tayyip Erdoğan zum Gesundheitsminister der 67. Regierung ernannt.